# NGC 7064
NGC 7064 este o galaxie situată în constelația Indianul. A fost descoperită în 8 iulie 1834 de către John Herschel. Se află la o distanță de 11,17 megaparseci de Pământ.